# 65 Pułk Piechoty (Imperium Rosyjskie)
65 Moskiewski Pułk Piechoty Jego Wysokości (ros. 65-й лейб-пехотный Московский Его Величества полк) – oddział piechoty okresu Imperium Rosyjskiego.

## Charakterystyka
Sformowany 25 czerwca 1700 za panowania cara Piotra I Wielkiego. Stacjonował między innymi w m. Chełm.

 W przededniu I wojny światowej pułk etatowo posiadał cztery bataliony po cztery kompanie oraz kompanię tyłową. Kompania piechoty czasu wojny liczyła około 240 żołnierzy i 4–5 oficerów. Na szczeblu pułku występował także pododdział karabinów maszynowych (8 km), łączności (w tym 14 konnych gońców i 21 telefonistów) i zwiadowczy (64 zwiadowców, w tym 4 kolarzy). W sumie pułk liczył około 4000 żołnierzy.
Rozformowany w 1918.

## Podporządkowanie
Lipiec 1914:
- 19 Korpus Armijny – Brześć Litewski
  - 17 Dywizja Piechoty – Chełm
    - 1 Brygada Piechoty – Chełm
      - 65 Moskiewski pułk piechoty – Chełm[4]